# 仲の国将
仲の国 将（なかのくに しょう、1983年9月17日 - ）は、中華人民共和国北京市順義区出身で湊部屋所属の元大相撲力士。本名は呂 超（ルー・チャオ）。身長185cm、体重165kg、血液型B型、星座は乙女座。得意手は右四つ、突き、押し。最高位は東十両12枚目（2010年9月場所）。

## 来歴
小学校から高校までは北京市で柔道をやっており、高校卒業後に日本語の勉強のために来日した。体の大きさ（身長184cm、体重140kg）を見込まれて19歳の時に湊部屋に入門、2002年（平成14年）7月場所に初土俵を踏んだ。
巨体を生かした突き押し相撲で入門わずか2年で、2004年（平成16年）7月場所に幕下昇進を果たした。三段目に番付を落としたものの2005年（平成17年）1月場所では7戦全勝で三段目優勝を果たし、翌3月場所は一気に幕下上位まで昇進した。中々幕下上位の壁を破れずに幕下中位にとどまっていたが、2009年（平成21年）には幕下1ケタまで番付を上げ、湊部屋久々の関取誕生へ向けて期待が高まっていた。
2010年（平成22年）7月場所、幕下2枚目で4勝3敗の成績を収め、翌9月場所で新十両に昇進した。中華人民共和国出身力士の関取昇進は、2010年1月場所の蒼国来（内モンゴル自治区出身）以来3人目、中国大陸の生まれで漢民族の力士としては史上初である。また、湊部屋からは現在の師匠の湊親方である湊富士以来9年ぶりの関取誕生となった。迎えた9月場所は夏巡業で腰痛を発症させたのが原因で初日から6連敗を喫するなど3勝12敗と負けが込み、1場所で幕下に逆戻りした。
その後は腰痛のため低迷し、引退2場所前の段階でピーク時に172kgあった体重を135kg前後にまで減らした甲斐も無く、2012年（平成24年）5月場所、千秋楽に日本相撲協会に引退届を提出した。同年6月2日に断髪式を行い、引退後は旅行代理店に勤務する運びとなった。

## 主な成績
- 通算成績：218勝196敗  勝率.527
- 十両成績：3勝12敗  勝率.200
- 現役在位：59場所
- 十両在位：1場所
- 各段優勝
  - 三段目優勝：1回（2005年1月場所）

### 場所別成績
| | 一月場所 初場所（東京） | 三月場所 春場所（大阪） | 五月場所 夏場所（東京） | 七月場所 名古屋場所（愛知） | 九月場所 秋場所（東京） | 十一月場所 九州場所（福岡） |
| --- | ----------------------- | ----------------------- | ----------------------- | --------------------------- | ----------------------- | --------------------------- |
| 2002年 （平成14年） | x                       | x                       | x                       | （前相撲）                  | 西序ノ口41枚目 6–1      | 西序二段68枚目 6–1          |
| 2003年 （平成15年） | 西三段目97枚目 6–1      | 東三段目36枚目 4–3      | 西三段目23枚目 3–4      | 東三段目37枚目 5–2          | 東三段目12枚目 3–4      | 西三段目27枚目 4–3          |
| 2004年 （平成16年） | 西三段目14枚目 3–4      | 東三段目27枚目 4–3      | 西三段目13枚目 5–2      | 東幕下52枚目 4–3            | 東幕下43枚目 3–4        | 西幕下52枚目 3–4            |
| 2005年 （平成17年） | 東三段目5枚目 優勝 7–0  | 西幕下11枚目 3–4        | 東幕下17枚目 2–5        | 東幕下31枚目 3–4            | 西幕下40枚目 4–3        | 西幕下34枚目 5–2            |
| 2006年 （平成18年） | 西幕下19枚目 3–4        | 西幕下26枚目 3–4        | 西幕下33枚目 3–4        | 西幕下42枚目 6–1            | 西幕下17枚目 3–4        | 西幕下24枚目 2–5            |
| 2007年 （平成19年） | 西幕下39枚目 4–3        | 東幕下31枚目 5–2        | 西幕下19枚目 3–4        | 東幕下26枚目 4–3            | 西幕下22枚目 4–3        | 東幕下16枚目 3–4            |
| 2008年 （平成20年） | 西幕下24枚目 6–1        | 東幕下9枚目 3–4         | 西幕下15枚目 2–5        | 東幕下30枚目 5–2            | 西幕下21枚目 1–6        | 西幕下45枚目 6–1            |
| 2009年 （平成21年） | 東幕下19枚目 5–2        | 東幕下11枚目 4–3        | 東幕下5枚目 4–3         | 東幕下3枚目 3–4             | 西幕下6枚目 4–3         | 西幕下4枚目 3–4             |
| 2010年 （平成22年） | 東幕下6枚目 4–3         | 西幕下4枚目 3–4         | 西幕下9枚目 6–1         | 西幕下2枚目 4–3             | 東十両12枚目 3–12       | 西幕下6枚目 1–6             |
| 2011年 （平成23年） | 東幕下26枚目 4–3        | 八百長問題 により中止   | 東幕下23枚目 3–4        | 東幕下23枚目 3–4            | 東幕下29枚目 3–4        | 東幕下34枚目 2–5            |
| 2012年 （平成24年） | 西幕下49枚目 3–4        | 東三段目2枚目 4–3       | 西幕下54枚目 引退 3–4–0 | x                           | x                       | x                           |
| 各欄の数字は、「勝ち-負け-休場」を示す。 優勝 引退 休場 十両 幕下 三賞：敢=敢闘賞、殊=殊勲賞、技=技能賞 その他：★=金星 番付階級：幕内 - 十両 - 幕下 - 三段目 - 序二段 - 序ノ口 幕内序列：横綱 - 大関 - 関脇 - 小結 - 前頭（「#数字」は各位内の序列） |                         |                         |                         |                             |                         |                             |

## 改名歴
- 仲の国 超（なかのくに ちょう）2002年7月場所 - 2005年1月場所
- 仲の国 将（- しょう）2005年3月場所 - 2012年5月場所